# Lucilene de Souza Marinho
Lucilene de Souza Marinho, (Pará - Belém), mais conhecida como Cebola, é uma ex-futebolista brasileira que atuava como atacante e defendeu a Seleção Brasileira de Futebol Feminino no Torneio Experimental da China em 1988.

## Biografia
Cebola começou a se destacar nos anos 80 com a camisa da Tuna Luso/PA.
Cebola ganhou o apelido de Pelé de Saias, no exterior, é considerada ao lado de Sissi, Roseli e Pelézinha as primeiras expoentes da modalidade no futebol brasileiro no período pós-descriminalização do esporte. Foi artilheira da Seleção no primeiro Torneio Experimental da China em 1988 e na primeira Copa do Mundo de Futebol Feminino, em 1991.
A artilheira enfrentou desafios devido ao preconceito do futebol feminino, mas abriu portas para as mulheres no futebol, as que não tinham quase nenhum direito. A craque paraense também enfrentou dificuldades devido a lesões no joelho e cirurgias que a afastaram das competições subsequentes.

## Carreira
Cebola fez história nos anos 80 primeiramente com a camisa da Tuna Luso/PA e na sequência faria história jogando pelo Radar/RJ, Sulamérica/AM, Vila Dimas/DF, Nacional/AM, Vasco da Gama/RJ e Fluminense/RJ.